# Galeův pohár
Galeův pohár (ve francouzském originále Coupe De Galéa, anglicky: Galea Cup; oficiální název zní Galea/Valerio Cup) je tenisová soutěž určená juniorským reprezentačním celkům účastnických zemí. Vlastní soutěž byla založena na popud Madame Edmond de Galéa a hraje se každoročně od roku 1950. Od roku 1990 se přejmenoval na Galeo/Valerio Cup z důvodu spojení soutěže s italským turnajem Valerio Cup. Finále turnaje se poté hraje střídavě jeden rok v Benátkách a další ve francouzském La Rochelle.

## Historie
Soutěže založené v roce 1950 se účastní juniorské reprezentace do 18 let (starší dorostenci). Zakladatelka turnaje Madam Edmond de Galéa věnovala putovní pohár určený vítězům na počest svého syna Christiana, který byl talentovaným francouzským tenistou, ale tragicky zahynul. 
Turnaj je nejvýznamnější týmovou juniorskou tenisovou akcí jak v Evropě, tak na celém světě. Do prvního ročníku nastoupily čtyři týmy Francie, Itálie, Španělska a Belgie. Další rok již byly hrány dvě skupiny po čtyřech účastnících. Od roku 1953 je nastolen systém čtyř kvalifikačních skupin (ty se odehrávají v různých státech) po čtyřech zemích a vítězové každé z nich pak hrají finálovou skupinu. Sídlem turnaje bylo až na výjimky francouzské lázeňské město Vichy. S nárůstem účastníků byly vytvořeny od roku 1967 ještě zvláštní podskupiny. Postupně se zapojovaly do soutěže i mimoevropské týmy, v roce 1968 Írán a Brazílie, 1969 Mexiko, 1973 Nový Zéland a Austrálie, 1975 Argentina, 1977 Kanada a Uruguay atd.
Herní systém připomíná Davis Cup, kdy nastupují čtyřčlenné týmy, kdy dva hráči z každého družstva odehrají navzájem dvě dvouhry a ke čtyřhře smí nastoupit i další členové týmu. Kvalifikace byla hrána na dva vítězné sety, čtyřhra na tři, ve finálové skupině pak všechny zápasy na tři sady. 
Československo bylo k roku 1984 druhým nejúspěšnějším týmem se 7 tituly. První start zaznamenalo v roce 1956, kdy vyhrálo kvalifikační skupinu. Poprvé získalo trofej v roce 1965, kdy vyhrálo kvalifikační skupinu v Athénách a ve finále porazilo Sovětský svaz. Na vítězství se podílel Jan Kodeš. V roce 1967 se na dlouhou dobu staly dějištěm kvalifikační skupiny Mariánské Lázně. V roce 1970 zvítězili ve finále nad Španělskem Jan Písecký a Jiří Hřebec. V letech 1974 a 1975 československý tým triumfoval ve složení Pavel Složil a Tomáš Šmíd. V roce 1984 se na vítězství podíleli Miloslav Mečíř (neprohrál ani jeden zápas), Marián Vajda, dorostenecký mistr Evropy Karel Nováček a Branislav Stankovič. 
Již několikrát se odehrávaly zápasy základních skupin v Česku, např. v Opavě nebo Přerově, často se turnaj hraje i ve slovenských Piešťanech. Základní skupinu také pořádá jedno z měst, ve kterém se neodehraje finále (Benátky či La Rochelle). Hraje se chlapecká i dívčí soutěž a společně bojují v kategoriích U14, U16 a nejprestižnější U18.
V roce 2011 vyhrála tuto soutěž prostějovská trojice Jiří Veselý, Adam Pavlásek a Marek Jaloviec.

## Přehled jednotlivých ročníků chlapeckých turnajů do 18 let[1]
| Ročník | Místo       | Vítěz               | Finále | Poražený finalista |
| ------ | ----------- | ------------------- | ------ | ------------------ |
| 1950   | Deauville   | Itálie              | 4:1    | Francie            |
| 1951   | Deauville   | Francie             | 5:0    | Německo            |
| 1952   | Vichy       | Itálie              | 4:1    | Francie            |
| 1953   | Vichy       | Francie             | 4:1    | Itálie             |
| 1954   | Vichy       | Itálie              | 4:1    | Jugoslávie         |
| 1955   | Vichy       | Itálie              | 5:0    | Španělsko          |
| 1956   | Vichy       | Španělsko           | 4:1    | Itálie             |
| 1957   | Vichy       | Španělsko           | 4:1    | Itálie             |
| 1958   | Vichy       | Španělsko           | 3:2    | Německo            |
| 1959   | Vichy       | Německo             | 4:1    | SSSR               |
| 1960   | Vichy       | Francie             | 3:2    | SSSR               |
| 1961   | Vichy       | Francie             | 3:2    | Španělsko          |
| 1962   | Vichy       | Francie             | 3:2    | SSSR               |
| 1963   | Vichy       | Československo      | 3:2    | SSSR               |
| 1964   | Vichy       | SSSR                | 3:2    | Československo     |
| 1965   | Vichy       | Československo      | 3:2    | SSSR               |
| 1966   | Vichy       | Československo      | 4:1    | SSSR               |
| 1967   | Vichy       | Francie             | 3:1    | Anglie             |
| 1968   | Vichy       | Španělsko           | 3:2    | Francie            |
| 1969   | Vichy       | Španělsko           | 3:2    | Československo     |
| 1970   | Vichy       | Československo      | 3:2    | Španělsko          |
| 1971   | Vichy       | Švédsko             | 4:0    | Francie            |
| 1972   | Vichy       | Anglie              | 4:1    | Španělsko          |
| 1973   | Vichy       | Španělsko           | 4:1    | Anglie             |
| 1974   | Vichy       | Československo      | 4:1    | Španělsko          |
| 1975   | Vichy       | Československo      | 3:2    | Španělsko          |
| 1976   | Vichy       | Německo             | 3:2    | Itálie             |
| 1977   | Vichy       | Argentina           | 3:2    | Francie            |
| 1978   | Vichy       | Francie             | 4:1    | Československo     |
| 1979   | Vichy       | Francie             | 3:2    | Československo     |
| 1980   | Vichy       | Francie             | 3:2    | Španělsko          |
| 1981   | Vichy       | Německo             | 5:0    | Austrálie          |
| 1982   | Vichy       | Austrálie           | 3:2    | Španělsko          |
| 1983   | Vichy       | Francie             | 5:0    | Španělsko          |
| 1984   | Vichy       | Československo      | 4:1    | Argentina          |
| 1985   | Vichy       | Itálie              | 3:2    | USA                |
| 1986   | Vichy       | Španělsko           | 3:2    | Československo     |
| 1987   | Vichy       | Francie             | 3:1    | Československo     |
| 1988   | Vichy       | Austrálie           | 3:2    | Španělsko          |
| 1989   | Vichy       | Francie             | 3:2    | Austrálie          |
| 1990   | Vichy       | Španělsko           | 3:2    | Československo     |
| 1991   | Vichy       | Španělsko           | 2:0    | Německo            |
| 1992   | Lesa        | Španělsko           | 2:0    | Itálie             |
| 1993   | Royan       | Španělsko           | 3:0    | Německo            |
| 1994   | Benátky     | Španělsko           | 2:1    | Francie            |
| 1995   | Royan       | Česko               | 2:1    | Švédsko            |
| 1996   | Benátky     | Česko               | 2:1    | Bulharsko          |
| 1997   | Royan       | Francie             | 2:1    | Česko              |
| 1998   | Benátky     | Španělsko           | 2:1    | Francie            |
| 1999   | La Rochelle | Francie             | 3:0    | Česko              |
| 2000   | Verona      | Španělsko           | 2:0    | Francie            |
| 2001   | La Rochelle | Německo             | 2:1    | Česko              |
| 2002   | Verona      | Švédsko             | 2:0    | Česko              |
| 2003   | La Rochelle | Španělsko           | 2:1    | Francie            |
| 2004   | Verona      | Srbsko a Černá Hora | 2:0    | Slovensko          |
| 2005   | La Rochelle | Německo             | 2:1    | Rusko              |
| 2006   | Verona      | Francie             | 2:1    | Chorvatsko         |
| 2007   | La Rochelle | Francie             | 2:1    | Bulharsko          |
| 2008   | Verona      | Slovinsko           | 2:0    | Německo            |
| 2009   | La Rochelle | Švédsko             | 2:1    | Francie            |
| 2010   | Benátky     | Maďarsko            | 2:0    | Slovensko          |
| 2011   | La Rochelle | Česko               | 2:1    | Francie            |
| 2012   | Benátky     | Francie             | 2:0    | Srbsko             |
| 2013   | La Rochelle | Itálie              | 2:1    | Francie            |
| 2014   | Benátky     | Španělsko           | 2:1    | Polsko             |